# Peter Baker
Peter Kevin Baker es un personaje ficticio de la serie de televisión australiana Home and Away, interpretado por el actor Nicholas Bishop desde 2004 hasta 2007.

## Biografía
Peter es el hermano mayor de Dan Baker y miembro de la policía local donde trabajó en el caso del "acosador" de Summer Bay. 
Peter estuvo comprometido con Claire Brody, una compañera del trabajo, pero la relación terminó cuando Peter empezó a notar que tenía sentimientos por su cuñada Leah, pero luego estos desaparecieron. 
En 2006 durante la explosión de la boda de Jack Holden y Martha MacKenzie - Holden aparentemente Peter murió, poco después se reveló que Peter era el padre de Drew Curtis, hijo que había tenido con su antigua novia de la adolescencia Jazz Curtis. Luego se reveló que Peter había fingido su muerte para entrar a protección a testigos. 
Poco después de su llegada comenzó a enamorarse de Amanda Vale y luego de salir por un tiempo se casaron en 2007.

El día de la boda la hermana de Amanda, Kelli le hizo creer a Peter de que Amanda lo estaba engañando, a pesar de que Amanda le trato de decir que era mentira Peter no la quiso escuchar y la situación lo dejó devastado. 
Poco después Kelli secuestró a Amanda, pero esta fue rescatada por Peter, el día en que Amanda estaba a punto de irse de Bay Peter se dio cuenta de que no podía vivir si ella y juntos se fueron a la ciudad. Poco después se les unieron sus hijos Drew y Ryan Baker.
En el 2008 su hermano Dan murió, en agosto de 2009 cuando Amanda regresó para el funeral de su hija Belle Taylor, estaba embarazada y en octubre del mismo año tuvieron su bebé.